# Biała rdza chryzantemy

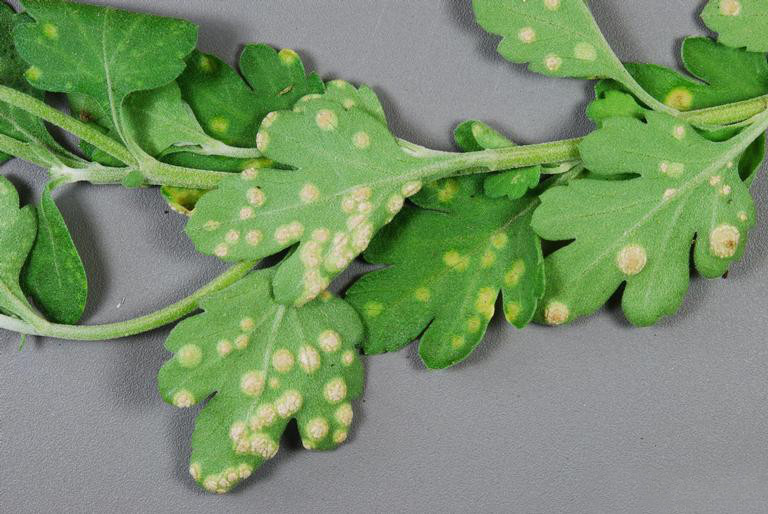
Telia na liściu chryzantemy

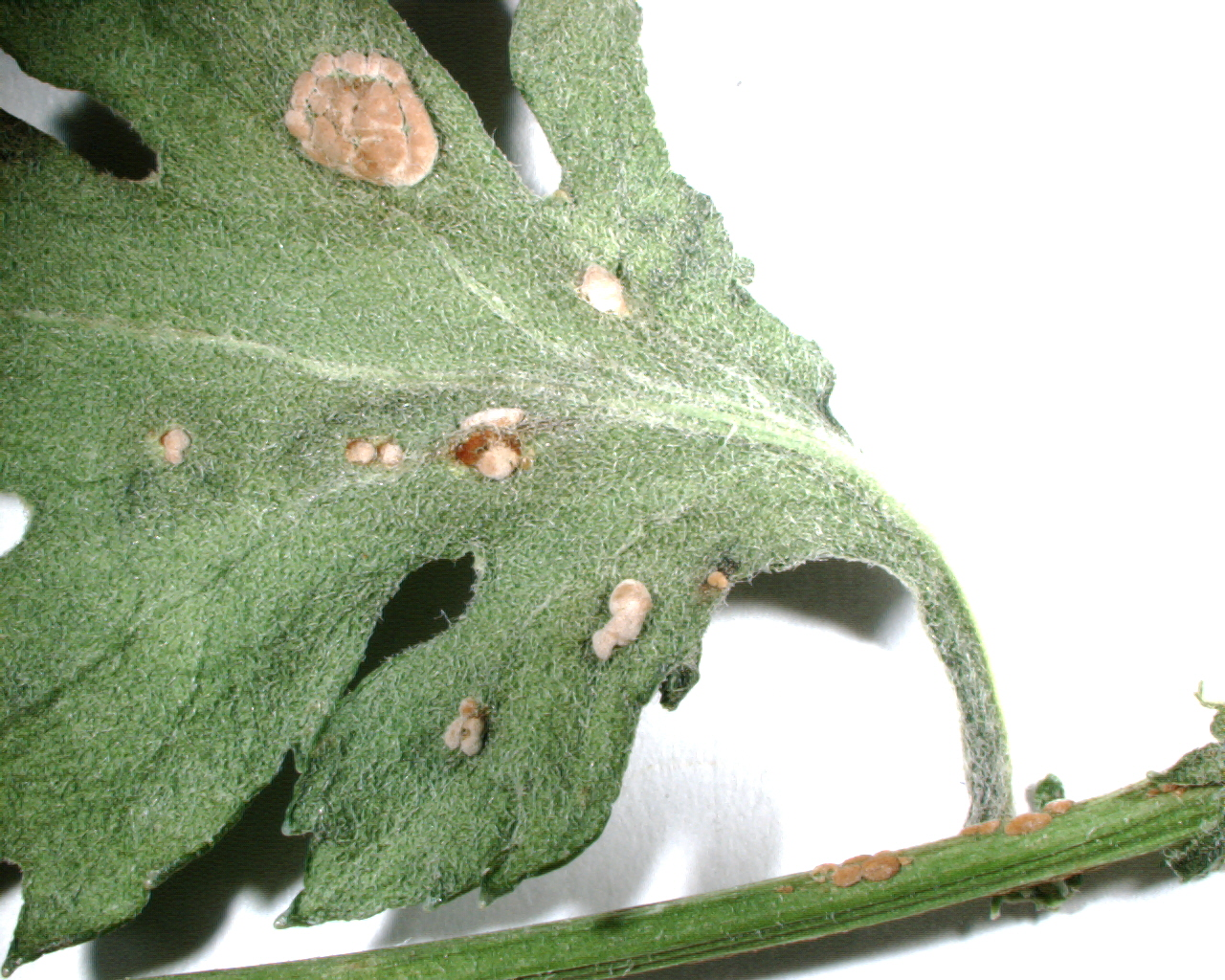
Starsze telia na liściu chryzantemy

Biała rdza chryzantemy, biała rdza złocienia (ang. white rust of chrysanthemum) – grzybowa choroba chryzantemy (Dendranthema) wywołana przez Puccinia horiana. Należy do grupy chorób zwanych rdzami.

## Występowanie i szkodliwość
Choroba pochodzi z Japonii, skąd rozprzestrzeniła się po krajach Dalekiego Wschodu, następnie w Europie i Afryce. Obecnie występuje na wszystkich kontynentach poza Antarktydą. Jest najgroźniejszą chorobą chryzantemy, tak trudną do zwalczenia, że została uznana za chorobę kwarantannową. Występuje głównie w uprawie pod osłonami. Występujące w nich duże zagęszczenie roślin i duża wilgotność stanowią doskonałe warunki do rozwoju patogenu. Gdy choroba raz pojawi się w takiej uprawie, jest niezwykle trudna do zwalczenia.

## Objawy
Pierwszym objawem porażenia są pojawiające się na górnej stronie liści żółtopomarańczowe plamki o średnicy około 0,5 cm. W miarę rozwoju choroby stają się coraz większe, osiągają średnicę do 2 cm i brunatnieją. Na dolnej stronie porażonych liści, a także na przylistkach i łodydze, powstają brązowe, poduszeczkowate telia o średnicy 2–4 mm.. Porażeniu ulegają głównie młode liście. Przy silnym porażeniu następuje ich zwijanie, skręcanie i w końcu obumarcie. Porażone i obumarłe liście nie opadają z rośliny. Po dojrzeniu telia stają się białe, w wyniku dojrzewania w nich bazydiospor, a w końcu jasnobrązowe, wskutek zainfekowania przez różne organizmy saprotroficzne.

## Epidemiologia
Po raz pierwszy rośliny w uprawie pod osłonami ulegają zakażeniu głównie poprzez zakażone sadzonki. Co prawda możliwe jest również przeniesienie zarodników na odległość nawet do 700 m, ale może to następować tylko przy wilgotności powietrza powyżej 90%, w praktyce zdarza się tylko między sąsiednimi szklarniami. Źródłem infekcji pierwotnej są bazydiospory zimujące na porażonych częściach roślin, zarówno żywych, jak i obumarłych. Na martwych liściach mogą przetrwać do 8 tygodni. Optymalne warunki do rozprzestrzeniania choroby to temperatura 10–15 °C i wilgotność powietrza powyżej 96%. Okres inkubacji trwa do 56 dni, a w optymalnych warunkach 5–10 dni.

## Ochrona
Ze względu na kwarantannowy charakter choroby konieczne jest monitorowanie uprawy na każdym etapie rozwoju roślin. Należy uprawiać tylko odmiany odporne na tę chorobę, podczas wykonywania prac pielęgnacyjnych przestrzegać zasad higieny i wietrzyć szklarnie, tak, by wilgotność była mniejsza od optymalnej dla patogenu. Wszystkie chore rośliny należy usuwać i niszczyć. Zazwyczaj konieczne jest także opryskiwanie fungicydami. Stosuje się fungicydy triazolowe, strobilurinowe, a także środki naturalne, na przykład chitozan.